# Германско-южносуданские отношения
Германско-южносуданские отношения — двусторонние дипломатические отношения между Германией и Южным Суданом, которые были установлены в 2011 году. В условиях гражданской войны в Южном Судане Германия стала важным донором гуманитарной помощи для этой страны.

## История
В XIX веке несколько немецкоязычных исследователей, таких как Вильгельм фон Харньер, Георг Швейнфурт и Ричард Бухта, побывали на территории современного Южного Судана. В 1878 году силезец Эмин-паша был назначен губернатором провинции Экватория в провинции Османской империи Египетский эялет, который ввёл в регион новую культуру и расширил систему дорог. Позже ему пришлось бежать после начала восстания махдистов. В начале XX века немецкие исследователи Вильгельм Банхольцер и Дидрих Вестерманн изучали этническую группу шиллук в Южном Судане.
В 1964 году фотограф и кинорежиссёр Лени Рифеншталь отправилась на территорию Судана и сфотографировала представителей народа нубийцев. Позже её фотографии появились в немецких иллюстрированных журналах. Во второй половине XX века христианские народы Южного Судана вели затяжную войну за независимость против мусульманского арабского севера. Гражданин Германии Килиан Кляйншмидт активно участвовал в миссиях ООН в стране. В 1997 году Стефан Раймунд Сенге основал организацию «Инициатива Судана», которая оказывала помощь разорённому войной Южному Судану.
В 2006 году, до обретения Южным Суданом независимости, Германия начала официальное двустороннее сотрудничество в целью развития экономики этой страны. В 2010 году организация Deutsche Gesellschaft für Internationale Zusammenarbeit открыла офис в Джубе. После международно признанного референдума о независимости Южного Судана, Германия немедленно признала независимость эту страну и открыла посольство в Джубе. После того, как в Южном Судане началась гражданская война, в 2012 году Бундесверу пришлось вывозить граждан Германии из страны. Правительство Германии оказывало гуманитарную помощь, а Бундесвер участвовал в миссии ООН в Южном Судане.
В 2016 году посольство Германии в Джубе пришлось эвакуировать из-за плохой ситуации с безопасностью в стране. Однако, посольство не было закрыто, и продолжило свою работу.

## Торговля
Экономические отношения между государствами слабо развиты. В 2021 году объём товарооборота составил сумму 8 миллионов евро.

## Оказание помощи
Официальное сотрудничество в целях развития экономики Южного Судана существует с 2006 года, а Gesellschaft für Internationale Zusammenarbeit действует в стране с 1970-х годов. Сотрудничество сосредоточено на достижении продовольственной безопасности и развитии сельского хозяйства, водоснабжении, развитии и управлении сельскими районами. Кроме того, Германия оказывает помощь беженцам.

## Дипломатические представительства
- Германия имеет посольство в Джубе[6].
- Южный Судан содержит посольство в Берлине[7].